# Halové mistrovství Evropy v atletice 2009 – běh na 4 × 400 metrů žen
Běh na 4 × 400 metrů žen na halovém mistrovství Evropy v atletice 2009 se konalo v italském Turíně ve dnech 6. března až 8. března 2009; dějištěm soutěže byla hala Oval Lingotto. Ve finálovém běhu zvítězila štafeta Ruska.
| Umístění         | Země           | Sestava štafety                                                               | Čas     |
| ---------------- | -------------- | ----------------------------------------------------------------------------- | ------- |
| Zlatá medaile    | Rusko          | Natalja Anťuchová, Darja Safonovová, Jelena Vojnovová, Antonina Krivošapková  | 3:29,12 |
| Stříbrná medaile | Velká Británie | Donna Fraserová, Kim Wallová, Vicky Barrová, Marilyn Okorová                  | 3:30,42 |
| Bronzová medaile | Bělorusko      | Alena Kievich, Katsiaryna Bobryk, Hanna Tashpulatava, Katsiaryna Mishyna      | 3:35,03 |
| 4.               | Irsko          | Marian Andrews, Brona Furlong, Gemma Hynes, Claire Bergin                     | 3:36,82 |
| 5.               | Turecko        | Pinar Saka, Özge Gürler, Yeliz Kurt, Melis Redif                              | 3:37,37 |
| 6.               | Litva          | Edita Kavaliauskienė, Jekaterina Šakovič, Živilė Brokoriūtė, Agnė Orlauskaitė | 3:43,42 |